# Micromia recessilinea
Tripteridia recessilinea là một loài bướm đêm trong họ Geometridae.